# أحلام لم تراودني
أحلام لم تراودني (بالإنجليزية: Dreams I Never Had)‏ فيلم درامي اجتماعي أمريكي من إنتاج عام 2017، الفيلم من إخراج إياد حجاج ومحمود كامل وكتابة ليزا سافاي. الفيلم مبني على أحداث حقيقية حدثت بالفعل، الفيلم بطولة النجم الأمريكي الشهير مالكولم ماكدويل وروبين جيفينز وإياد حجاج وفيداليا غريس

## القصة
تدور أحداث القصة حول عائلة «شرق أوسطية» ميسورة الحال، تعيش في أمريكا، وتستقدم معها فتاة قاصر لترغمها على العمل كخادمة وتعاملها بقسوة وتسلبها أبسط حقوقها كحق التعليم والعيش الكريم.

## الممثلون والشخصيات
| - مالكولم ماكدويل: القاضي ميزنير - روبين جيفينز: ممثلة النيابة - إياد حجاج: سام سهال - فيداليا غريس: الخادمة ليلى - إيمانويل دومينيك: إيميليو - جولسة سارابي: سوزان سهال |

## الجوائز
- جائزة أفضل فيلم درامي طويل، وجائزة أفضل ممثل (إياد حجاج) في مهرجان بربانك السينمائي الدولي BIFF 2018
- جائزة مهرجان لاكي سترايك الدولي للأفلام الطويلة (جائزة أفضل منتج، أفضل فيلم طويل) 2016
- جائزة مهرجان ويند الدولي السنيمائي (أفضل فيلم طويل، أفضل منتج، أفضل ممثل) 2017
- جائزة مهرجان سان بيدرو الدولي السنيمائي (أفضل فيلم طويل)[5] 2017
- مؤخراَ تم ترشيح فيلم أحلام لم تراودني من قبل مهرجان شرم الشيخ الدولي للأفلام والذي سيعقد في شهر مارس 2018[6][7][8][9][10]